# والتر هرمان بوتشر
والتر هرمان بوتشر (بالإنجليزية: Walter Hermann Bucher)‏ هو إحاثي وجيولوجي أمريكي، ولد في 12 مارس 1888 في آكرون في الولايات المتحدة، وتوفي في 17 فبراير 1965 في هيوستن في الولايات المتحدة.

## وصلات خارجية
- والتر هرمان بوتشر على موقع الموسوعة البريطانية (الإنجليزية)